# Jan Michalík
Jan Michalík (* 1962) je český speciální pedagog, právník a vysokoškolský učitel.
V letech 1997 až 2005 pracoval v novinách pro zdravotně postižené Můžeš. V roce 2003 se stal členem vládního výboru pro zdravotně postižené. V letech 2008 až 2022 působil jako člen akademického senátu Pedagogické fakulty Univerzity Palackého (PdF UP) a v letech 2008 až 2018 byl členem Národní rady osob se zdravotním postižením.  
V roce 2017 se Michalík stal členem Pacientské rady ministra zdravotnictví ČR. V únoru 2022 začal Michalík pracovat jako proděkan PdF UP pro legislativu, organizaci a rozvoj. Kromě toho je členem dalších různých odborných komisí a organizací. V rámci své činnosti se zabývá vzděláním obecně, ale specializuje se i na speciální pedagogiku. Dále se zabývá zaměstnaností, zdravotní péčí nebo tématem sociální ochrany. Věnuje se rovněž právním souvislostem výše uvedených problematik. Jan Michalík pracuje na Katedře speciální pedagogiky PdF UP.